# Hazel Forbes
Hazel Forbes, nome d'arte di Hazel Froidevoux (Gettysburg, 26 novembre 1910 – Los Angeles, 19 novembre 1980), è stata una ballerina e attrice statunitense.

## Biografia

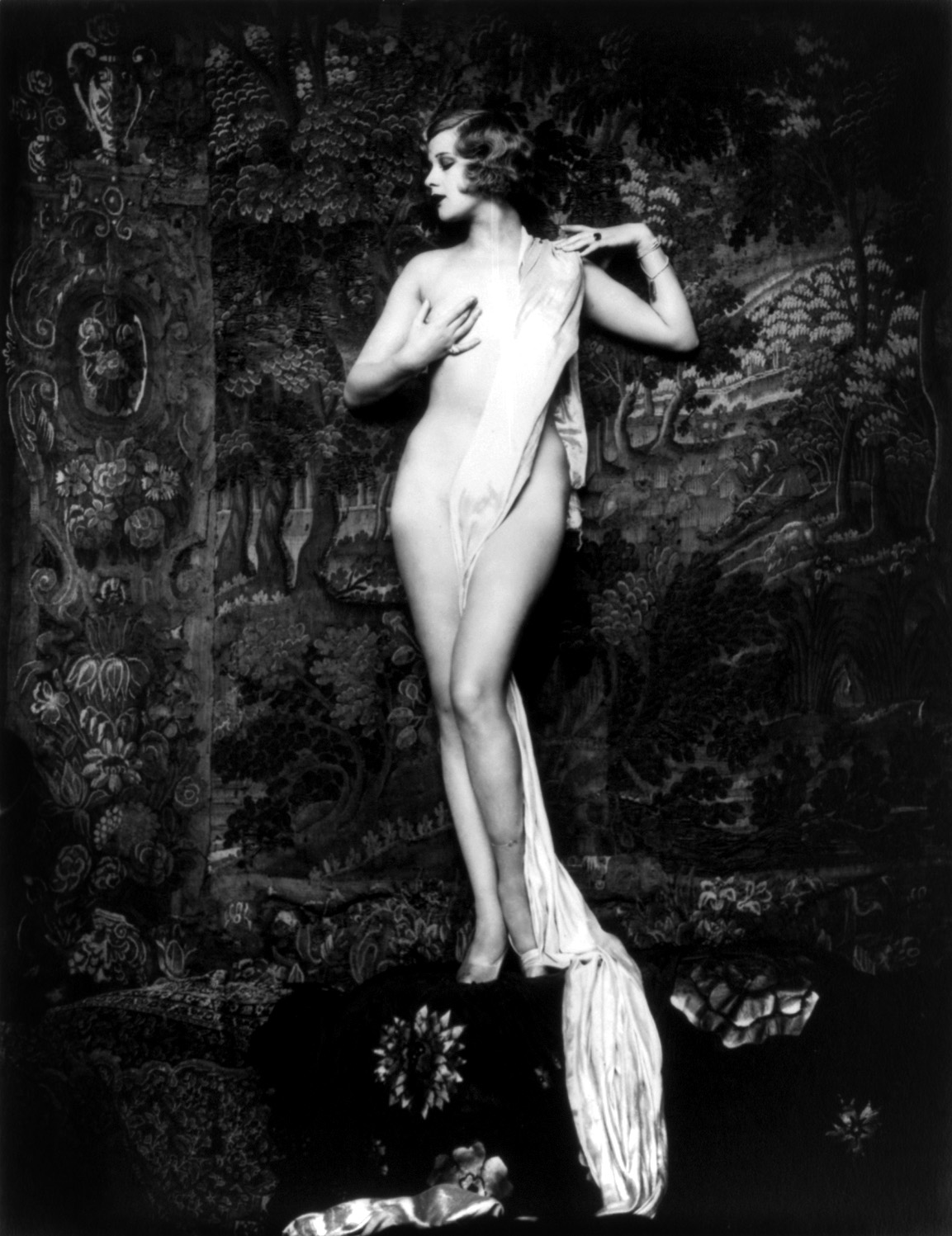
Miss USA 1926 e Ziegfeld Girl

Show girl, ballerina e attrice nata in Dakota del Sud a Gettysburg, era piccola, armoniosa e bionda, La sua carriera iniziò quando partecipò a un concorso di bellezza ad Atlantic City, vincendo il titolo di Miss Long Island. A sedici anni, nel 1926, partecipò a un concorso di bellezza internazionale a Parigi come Miss USA. L'anno dopo debutta sui palcoscenici di Broadway: notata da Florenz Ziegfeld, diventa una delle bellissime ragazze che componevano i quadri delle Follies. Il produttore Earl Carroll, nel 1929, la vuole per una sua nuova rivista. Ziegfeld strappa la ragazza al rivale e la fa lavorare in Whoopee!, la famosa rivista con protagonista Eddie Cantor.
Hazel, nel 1928, si sposa con Harry Judson. Divorziata, nel 1931, sposa Paul O. Richmond. Il nuovo matrimonio sembra felice, ma Richmond - industriale dei cosmetici - muore improvvisamente nel 1932, lasciando in eredità alla moglie tre milioni di dollari. Dopo la morte del marito, Hazel va a Hollywood dove gira nel 1934 alcuni film. Si sposa per la terza volta con il cantante, attore, performer Harry Richman, noto anche come play boy per le sue relazioni sentimentali con Clara Bow, Lina Basquette e Lenore Ulric. Dopo il matrimonio, la nuova coppia si trasferisce in una sontuosa residenza di Long Island, a Beechurst. Non passa molto tempo, che Hazel si ammala di polmonite e viene salvata in extremis. Lei e Richman progettano di adottare un bambino: nel 1942, però, i due divorziano. Lei si risposa con il milionario Max Bamberger. 
Muore a Los Angeles nel 1980 e viene sepolta nel Forest Lawn Memorial Park di Glendale

## Filmografia
- Trailing Along, regia di Fred Guiol (1934)
- Bachelor Bait, regia di George Stevens - (non accreditata) (1934)
- Down to Their Last Yacht, regia di Paul Sloane - (non accreditata) (1934)

## Spettacoli teatrali
- Whoopee! (1928)